# EURODAC
EURODAC (Евродак) е автоматизирана система на Европейския съюз за дактилоскопска идентификация на бежанци, търсещи убежище и незаконни имигранти в ЕС. Системата има за цел ускоряването на идентификацията на индивидите, улесняване на избора на страна-членка, която да приеме кандидатите, и избягване на възможността за многократно подаване на молба за убежище в различни страни от един и същи кандидат.
От 2003 година EURODAC рутинно снема отпечатъците на всички кандидати за убежище, като тези данни се пазят до десет години, освен ако междувременно бежанецът не е получил гражданство в страната, при което данните за него веднага се изваждат от базата данни на EURODAC.
В България системата започва да функционира от приемането на страната в ЕС на 1 януари 2007 г. Изпълнител на регламентите, касаещи бежанците, е Държавната агенция за бежанците